# José de Espronceda
José Ignacio Javier Oriol Encarnación de Espronceda y Delgado (n. 25 martie 1808, Almendralejo, Extremadura, Spania – d. 23 mai 1842, Madrid, Noua Castilie⁠(d), Spania) a fost un poet spaniol, cunoscut, de asemenea, și pentru talentul său în alte domenii ale artei.
Considerat unul dintre cei mai mari poeți ai romantismului spaniol, creația sa literară este influențată de cea a lui Byron, militând pentru libertate și împlinire individuală.

## Opera
- 1834: Sancho Saldaña sau Castelanul din Guéllar ("Sancho Saldaña o El castellano de Guéllar")
- 1840: Poezii lirice ("Poesías liricas")
- 1840: Studentul din Salamanca ("El estudiante de Salamanca")
- 1841: Diavolul Lume ("El diablo Mundo").